# Laconia (Nuevo Hampshire)
Laconia es una ciudad ubicada en el condado de Belknap en el estado estadounidense de Nuevo Hampshire. En el Censo de 2010 tenía una población de 15.951 habitantes y una densidad poblacional de 231,71 personas por km².

## Geografía
Laconia se encuentra ubicada en las coordenadas 43°34′35″N 71°28′52″O / 43.57639, -71.48111. Según la Oficina del Censo de los Estados Unidos, Laconia tiene una superficie total de 68.84 km², de la cual 51.94 km² corresponden a tierra firme y (24.54%) 16.89 km² es agua.

## Demografía
Según el censo de 2010, había 15.951 personas residiendo en Laconia. La densidad de población era de 231,71 hab./km². De los 15.951 habitantes, Laconia estaba compuesto por el 94.5% blancos, el 0.94% eran afroamericanos, el 0.34% eran amerindios, el 2.45% eran asiáticos, el 0.01% eran isleños del Pacífico, el 0.26% eran de otras razas y el 1.5% pertenecían a dos o más razas. Del total de la población el 1.57% eran hispanos o latinos de cualquier raza.